# Moritz Pläschke (peintre)
Pour les articles homonymes, voir Pläschke.
Moritz Pläschke (ou Moritz Pläeschke), né en 1817 ou en 1818 à Strehlen et mort le 5 juin 1888 à Düsseldorf, est un peintre de genre et de paysages de l'École de peinture de Düsseldorf.

## Biographie

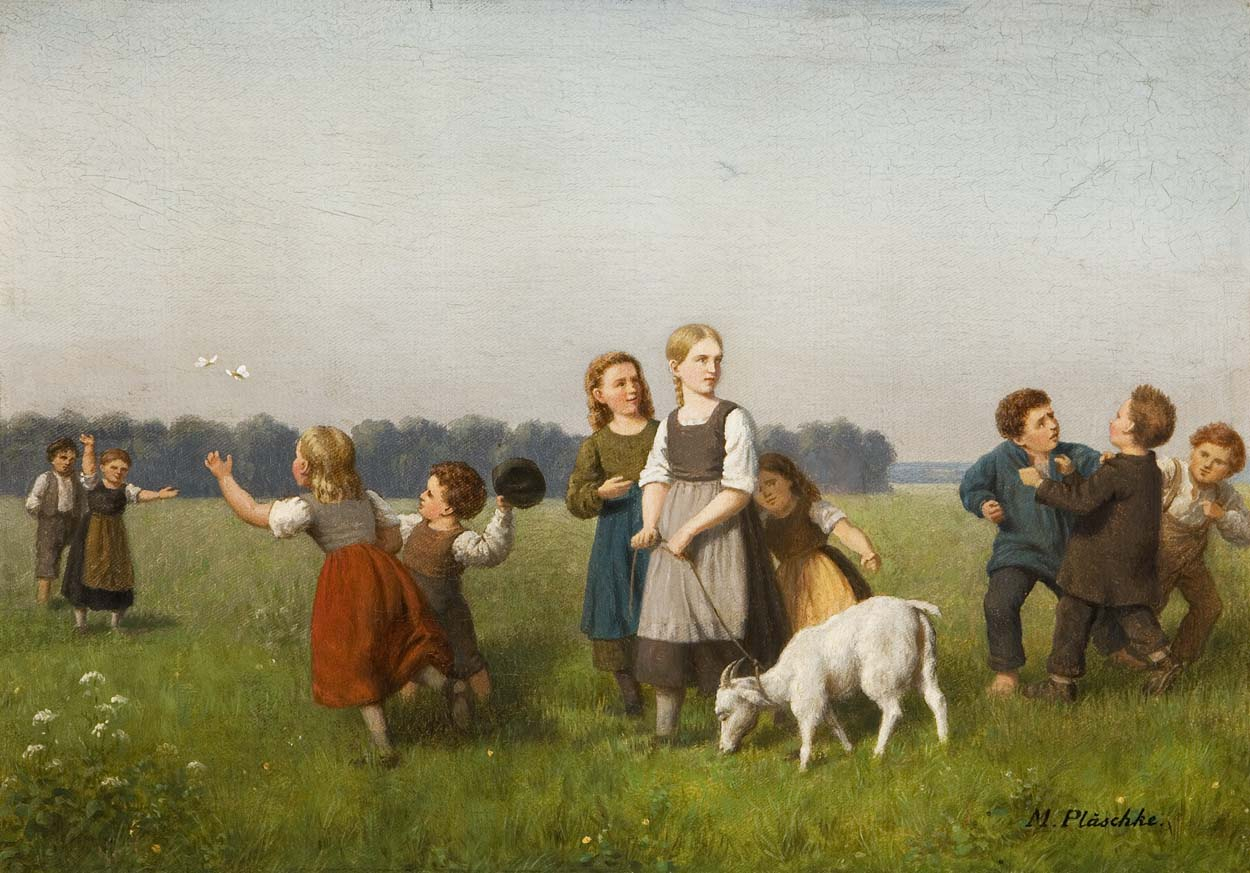
Spielende Kinder mit Zicklein auf der Wiese

Moritz Pläschke naît en 1817 ou le 5 août 1818 à Strzelin.
Il est le quatrième des sept enfants du maître constructeur et commerçant Samuel Gottlieb Plaeschke (* 1786) et de sa première femme Johanna Rosine, née Baumann (1812-1846). Il fréquente l'Académie des Beaux-Arts de Düsseldorf de 1836 à 1840 après un apprentissage à Breslau. C'est là que Theodor Hildebrandt devient son plus important professeur. En tant que peintre de genre indépendant, il s'installe définitivement à Düsseldorf en 1844. Dans son atelier, le peintre Moritz Blanckarts est son élève privé. En 1846, Pläschke épouse Mathilde Knevels (morte en novembre 1857), qui met au monde les enfants Johann Gottlieb Moritz (1847-1914), Alfred (1849-1907) et Eugen (1851-1898). En 1848, année de la révolution, il est l'un des membres fondateurs de la Künstlerverein Malkasten, auquel il appartient jusqu'à sa mort.
Il meurt le 5 juin 1888 à Düsseldorf.
Le 31 mars 2019, un épisode du programme Lieb & Teuer de la NDR est diffusé, présenté par Janin Ullmann (en) et filmé au château de Reinbek. Dans cet épisode, une peinture à l'huile de Pläschke est commentée avec l'experte en peinture Ariane Skora, qui montre un couple de frères et sœurs et peut être attribuée à la peinture de genre.